# Agustín Bouzat
Agustín Bouzat (Bahía Blanca, Buenos Aires, Argentina; 28 de marzo de 1994) es un futbolista argentino que juega como mediocampista en el Club Atlético Vélez Sarsfield, de la Primera División de Argentina.

## Trayectoria
Inició su carrera futbolística en el Club Atlético Liniers, donde jugó desde las divisiones infantiles, luego divisiones menores hasta llegar a disputar una temporada en el primer equipo. 
Luego fichó para el Club Atlético Boca Juniors, donde jugó en inferiores y reserva. 
En enero de 2016 fichó a préstamo para Defensa y Justicia por 18 meses, donde hizo su debut en la primera fecha del Torneo Transición 2016 en el empate de su equipo frente a Unión de Santa Fe por 2 a 2. En ese partido también convirtió su primer gol en primera a los 32 minutos del primer tiempo. Durante el 2017, sería titular indiscutible para el entrenador Sebastián Beccacece, debido a sus grandes actuaciones. En la fecha 21 marcaría el único gol del partido frente a Lanús, posibilitando el triunfo de su equipo. Por la fecha 29, Bouzat marcó el segundo gol en la victoria como visitante frente a Temperley por 3 a 2 (el delantero marcó el 2 a 0 parcial). Gracias a este triunfo, Defensa y Justicia quedó a un paso de la Copa Sudamericana 2018. Una semana después, el Halcón de Varela derrotó a Gimnasia y Esgrima La Plata, con Bouzat como una de las grandes figuras y se formalizó su pasaje a la copa. 
En julio del 2017, Agustín retorna a Boca Juniors.
En diciembre del 2017, Vélez Sarsfield  le compra el 50% del pase a Boca Juniors, siendo así el primer refuerzo para "El Fortín de Liniers"  de cara al crucial semestre que se avecina para la institución.
El 25 de junio de 2022 es anunciado como nuevo refuerzo de Colo-Colo de la Primera División chilena, cedido por 18 meses.
Tras su paso por Colo-Colo, el 15 de diciembre de 2023 es anunciado el fin del préstamo por 18 meses.

## Estadísticas

### Clubes
Actualizado hasta su último partido disputado el 15 de mayo de 2025.
| Club                              | Div.          | Temporada     | Liga  | Liga  | Liga   | Copas nacionales | Copas nacionales | Copas nacionales | Copas internacionales | Copas internacionales | Copas internacionales | Total | Total | Total  |
| Club                              | Div.          | Temporada     | Part. | Goles | Asist. | Part.            | Goles            | Asist.           | Part.                 | Goles                 | Asist.                | Part. | Goles | Asist. |
| --------------------------------- | ------------- | ------------- | ----- | ----- | ------ | ---------------- | ---------------- | ---------------- | --------------------- | --------------------- | --------------------- | ----- | ----- | ------ |
| Liniers de Bahía Blanca Argentina | 4.ª           | 2011-12       | 12    | 6     | 3      | —                | —                | —                | —                     | —                     | —                     | 12    | 6     | 3      |
| Liniers de Bahía Blanca Argentina | Total club    | Total club    | 12    | 6     | 3      | 0                | 0                | 0                | 0                     | 0                     | 0                     | 12    | 6     | 3      |
| Defensa y Justicia Argentina      | 1.ª           | 2016          | 9     | 1     | 0      | 1                | 0                | 0                | —                     | —                     | —                     | 10    | 1     | 0      |
| Defensa y Justicia Argentina      | 1.ª           | 2016-17       | 30    | 2     | 5      | 2                | 0                | 0                | 3                     | 0                     | 0                     | 35    | 2     | 5      |
| Defensa y Justicia Argentina      | Total club    | Total club    | 39    | 3     | 5      | 3                | 0                | 0                | 3                     | 0                     | 0                     | 45    | 3     | 5      |
| C. A. Boca Juniors Argentina      | 1.ª           | 2017-18       | 3     | 0     | 1      | 2                | 0                | 0                | —                     | —                     | —                     | 5     | 0     | 1      |
| C. A. Boca Juniors Argentina      | Total club    | Total club    | 3     | 0     | 1      | 2                | 0                | 0                | 0                     | 0                     | 0                     | 5     | 0     | 1      |
| C. A. Vélez Sarsfield Argentina   | 1.ª           | 2017-18       | 15    | 2     | 0      | —                | —                | —                | —                     | —                     | —                     | 15    | 2     | 0      |
| C. A. Vélez Sarsfield Argentina   | 1.ª           | 2018-19       | 23    | 4     | 4      | 5                | 1                | 1                | —                     | —                     | —                     | 28    | 5     | 5      |
| C. A. Vélez Sarsfield Argentina   | 1.ª           | 2019-20       | 19    | 0     | 0      | —                | —                | —                | 1                     | 0                     | 0                     | 20    | 0     | 0      |
| C. A. Vélez Sarsfield Argentina   | 1.ª           | 2020          | —     | —     | —      | 11               | 0                | 2                | 5                     | 0                     | 0                     | 16    | 0     | 2      |
| C. A. Vélez Sarsfield Argentina   | 1.ª           | 2021          | 22    | 2     | 1      | 12               | 2                | 0                | 8                     | 1                     | 0                     | 42    | 5     | 1      |
| C. A. Vélez Sarsfield Argentina   | 1.ª           | 2022          | 3     | 0     | 0      | 14               | 0                | 0                | 3                     | 0                     | 0                     | 20    | 0     | 0      |
| C. S. y D. Colo-Colo · Chile      | 1.ª           | 2022          | 14    | 1     | 1      | —                | —                | —                | 1                     | 0                     | 0                     | 15    | 1     | 1      |
| C. S. y D. Colo-Colo · Chile      | 1.ª           | 2023          | 24    | 0     | 1      | 7                | 0                | 0                | 8                     | 0                     | 0                     | 39    | 0     | 1      |
| C. S. y D. Colo-Colo · Chile      | Total club    | Total club    | 38    | 1     | 2      | 7                | 0                | 0                | 9                     | 0                     | 0                     | 54    | 1     | 2      |
| C. A. Vélez Sarsfield Argentina   | 1.ª           | 2024          | 25    | 0     | 0      | 21               | 2                | 1                | —                     | —                     | —                     | 46    | 2     | 1      |
| C. A. Vélez Sarsfield Argentina   | 1.ª           | 2025          | 15    | 0     | 2      | 1                | 0                | 0                | 5                     | 0                     | 1                     | 21    | 0     | 3      |
| C. A. Vélez Sarsfield Argentina   | Total club    | Total club    | 122   | 8     | 7      | 64               | 5                | 4                | 22                    | 1                     | 1                     | 208   | 14    | 12     |
| Total carrera                     | Total carrera | Total carrera | 214   | 18    | 18     | 76               | 5                | 4                | 34                    | 1                     | 1                     | 324   | 24    | 23     |
| 1. 2.                             |               |               |       |       |        |                  |                  |                  |                       |                       |                       |       |       |        |

## Palmarés

### Campeonatos nacionales
| Título                  | Equipo                | País      | Año     |
| ----------------------- | --------------------- | --------- | ------- |
| Primera División        | C. A. Boca Juniors    | Argentina | 2017-18 |
| Primera División        | C. S. y D. Colo-Colo  | Chile     | 2022    |
| Copa Chile              | C. S. y D. Colo-Colo  | Chile     | 2023    |
| Primera División        | C. A. Vélez Sarsfield | Argentina | 2024    |
| Supercopa Internacional | C. A. Vélez Sarsfield | Argentina | 2024    |